# Tyrrell Racing
Tyrrell a fost o echipă de Formula 1 care a concurat in campionatul mondial între 1970 și 1998.

## Palmares în Formula 1
| Sezon | Piloți | Puncte | Loc clasament general |
| ----- | --- | ------ | --------------------- |
| 1998  | Ricardo Rosset / Toranosuke Takagi                                                                                       | 0      | -                     |
| 1997  | Jos Verstappen / Mika Salo                                                                                               | 2      | 10                    |
| 1996  | Ukyo Katayama / Mika Salo                                                                                                | 5      | 8                     |
| 1995  | Ukyo Katayama (16 curse); Gabriele Tarquini (1 cursa) / Mika Salo                                                        | 5      | 9                     |
| 1994  | Ukyo Katayama / Mark Blundell                                                                                            | 13     | 7                     |
| 1993  | Ukyo Katayama / Andrea de Cesaris                                                                                        | 0      | -                     |
| 1992  | Olivier Grouillard / Andrea de Cesaris                                                                                   | 8      | 6                     |
| 1991  | Satoru Nakajima / Stefano Modena                                                                                         | 12     | 6                     |
| 1990  | Satoru Nakajima / Jean Alesi                                                                                             | 16     | 5                     |
| 1989  | Jonathan Palmer / Michele Alboreto (6 curse); Jean Alesi (8 curse); Johnny Herbert (2 curse)                             | 16     | 5                     |
| 1988  | Jonathan Palmer / Julian Bailey                                                                                          | 5      | 8                     |
| 1987  | Jonathan Palmer / Philippe Streiff                                                                                       | 11     | 6                     |
| 1986  | Martin Brundle / Philippe Streiff                                                                                        | 11     | 7                     |
| 1985  | Martin Brundle / Stefan Johansson (1 cursa); Stefan Bellof (8 curse); Ivan Capelli (2 curse); Philippe Streiff (1 cursa) | 7      | 9                     |
| 1984  | Martin Brundle (9 curse); Stefan Johansson (4 curse) / Stefan Bellof (12 curse); Mike Thackwell (1 cursa)                | 0      | -                     |
| 1983  | Michele Alboreto / Danny Sullivan                                                                                        | 12     | 7                     |
| 1982  | Michele Alboreto / Slim Borgudd (3 curse); Brian Henton (13 curse)                                                       | 25     | 7                     |
| 1981  | Eddie Cheever / Kevin Cogan (1 cursă); Ricardo Zunino (2 curse); Michele Alboreto (12 curse)                             | 10     | 10                    |
| 1980  | Jean-Pierre Jarier / Derek Daly / Mike Thackwell (2 curse)                                                               | 12     | 6                     |
| 1979  | Didier Pironi / Jean-Pierre Jarier (13 curse); Geoff Lees (1 cursa); Derek Daly (1 cursa) / Derek Daly (2 curse)         | 28     | 5                     |
| 1978  | Didier Pironi / Patrick Depailler                                                                                        | 38     | 4                     |
| 1977  | Ronnie Peterson / Patrick Depailler                                                                                      | 27     | 6                     |
| 1976  | Jody Scheckter / Patrick Depailler                                                                                       | 71     | 3                     |
| 1975  | Jody Scheckter / Patrick Depailler / Jean-Pierre Jabouille (1 cursa); Michel Leclère (1 cursa)                           | 25     | 5                     |
| 1974  | Jody Scheckter / Patrick Depailler                                                                                       | 52     | 3                     |
| 1973  | Jackie Stewart / François Cevert / Chris Amon (2 curse)                                                                  | 82     | 2                     |
| 1972  | Jackie Stewart (11 curse) / François Cevert / Patrick Depailler (2 curse)                                                | 51     | 2                     |
| 1971  | Jackie Stewart / François Cevert / Peter Revson (1 cursa)                                                                | 73     | 1                     |
| 1970  | Jackie Stewart / Johnny Servoz-Gavin (3 curse); François Cevert (10 curse)                                               | 0      | -                     |